# Stalmierz (gromada)
Stalmierz – dawna gromada, czyli najmniejsza jednostka podziału terytorialnego Polskiej Rzeczypospolitej Ludowej w latach 1954–1972.
Gromady, z gromadzkimi radami narodowymi (GRN) jako organami władzy najniższego stopnia na wsi, funkcjonowały od reformy reorganizującej administrację wiejską przeprowadzonej jesienią 1954 do momentu ich zniesienia z dniem 1 stycznia 1973, tym samym wypierając organizację gminną w latach 1954–1972.
Gromadę Stalmierz z siedzibą GRN w Stalmierzu utworzono – jako jedną z 8759 gromad na obszarze Polski – w powiecie rypińskim w woj. bydgoskim, na mocy uchwały nr 24/10 WRN w Bydgoszczy z dnia 5 października 1954. W skład jednostki weszły obszary dotychczasowych gromad Stalmierz, Obory, Lubianki, Głęboczek, Chojno, Podolina, Kawno i Sikórz ze zniesionej gminy Chrostkowo w tymże powiecie. Dla gromady ustalono 19 członków gromadzkiej rady narodowej.
1 stycznia 1956 gromadę włączono do powiatu lipnowskiego w tymże województwie.
31 grudnia 1959 z gromady Stalmierz wyłączono wieś Podolina, włączając ją do gromady Zbójno w powiecie golubsko-dobrzyńskim w tymże województwie, po czym gromadę Stalmierz zniesiono, włączając jej (pozostały) obszar do gromady Chrostkowo w powiecie lipnowskim.